# Kabinett Gerard Batliner III
Das Kabinett Gerard Batliner III war von 12. Juni 1969 bis 18. März 1970 die 10. amtierende Regierung des Fürstentums Liechtenstein unter Vorsitz von Gerard Batliner (FBP) in seiner dritten und letzten Amtszeit als Regierungschef.
Es bildeten die Fortschrittliche Bürgerpartei (FBP) und die Vaterländische Union (VU) eine Koalitionsregierung, die im Landtag des Fürstentums Liechtenstein zusammen alle 15 Sitze einnahm.
Für nach dem 18. März 1965 gebildete Regierungen gilt gemäss Artikel 79 der Verfassung des Fürstentums Liechtenstein, dass sie stets fünfköpfige Kollegialregierungen sind, bestehend aus einem Regierungschef als primus inter pares und vier Regierungsräten, von denen einer zum Regierungschef-Stellvertreter bestimmt wird. Aus jeder der beiden Landschaften Oberland und Unterland müssen wenigstens zwei Regierungsmitglieder kommen. Ernannt und entlassen werden sie vom Landesfürsten, die reguläre Amtsperiode beträgt vier Jahre.

## Kabinettsmitglieder
|                               | Bild                                       | Name            | Amtszeit                      | Landschaft | Ressort                                                    |
| Regierungschef                |                                            |                 |                               |            |                                                            |
|                               | Regierungschef Gerard Batliner             | Gerard Batliner | 12. Juni 1969 – 18. März 1970 | Unterland  | - Präsidium - Äusseres - Finanzen - Bildungswesen - Kultur |
| Regierungschef-Stellvertreter |                                            |                 |                               |            |                                                            |
|                               | Regierungschef-Stellvertreter Alfred Hilbe | Alfred Hilbe    | 12. Juni 1969 – 18. März 1970 | Oberland   | ?                                                          |
| Regierungsräte                |                                            |                 |                               |            |                                                            |
|                               | Regierungsrat Josef Oehri                  | Josef Oehri     | 12. Juni 1969 – 18. März 1970 | Unterland  | - Bauwesen                                                 |
|                               | Regierungsrat Gregor Steger                | Gregor Steger   | 12. Juni 1969 – 18. März 1970 | Oberland   | ?                                                          |
|                               | Regierungsrat Andreas Vogt                 | Andreas Vogt    | 12. Juni 1969 – 18. März 1970 | Oberland   | - Sozialwesen                                              |